# Hafiz Kurana
Hafiz (ar. حافظ od حفظ sačuvati) je pojma koji muslimani koriste za mušku osobu koja napamet zna čitav Kuran. Hafiz ženskog spola se naziva hafiza. Pri tome hafiz mora biti u stanju da na arapskom jeziku, na kojem je Kuran i objavljen, uči Kuranske sure, pri tome obraćajući posebnu pažnju na pravilan izgovor svih riječi (tedžvid). Isto tako mora biti u stanju da nastavi s učenjem Kurana počevši od bilo koje sure. Za hafize polaznike se kaže da uče hifz. Hafizi imaju i dan danas visok ugled u islamu. Navodno je poznati pjesnik At-Tabari još kao dijete od sedam godina znao cijeli Kuran napamet a uz to je obavljao i dužnosti imama. Prema islamskom učenju hafiz ulazi u Džennet (raj). A time i stiče pravo da se zauzima za svoju rodbinu.

## Vanjske povezice
- O hifzu – učenju Kurana napamet  Arhivirana inačica izvorne stranice od 24. listopada 2019. (Wayback Machine)